# Tia Maria
Tia Maria is de merknaam van een alcoholische drank met 20% vol. alcohol. De likeur wordt gemaakt door ILLVA Saronno, de fabrikant van onder andere Disaronno en is een koffielikeur als Kahlúa. Anders dan Kahlúa wordt Tia Maria gemaakt in Jamaica met Jamaica Blue Mountain koffiebonen. Ze kan puur of met ijs worden gedronken, en wordt ook vaak gebruikt als ingrediënt voor cocktails, met koffie, of in nagerechten.

## Naamgeving
Tia Maria betekent in het Spaans letterlijk "tante Maria". De in de horeca-gelegenheden geschonken Spaanse koffie is koffie met Tia Maria erin.

## Omschrijving
Tia Maria heeft een donkerbruine kleur en heeft een alcoholpercentage van 20%. Er zijn flessen verkrijgbaar in 5cl, 35cl, 70cl en 100cl. 